# Ясновский, Даниил Емельянович
Даниил Емельянович Ясновский (1769—1840) — директор Нежинской гимназии высших наук князя Безбородко.

## Биография
Родился в селе Чеплеевке Кролевецкого уезда Черниговской губернии. Его отец был протоиереем, дворянином и помещиком небольшого имения.
Воспитывался в Киево-Могилянской академии. Отличаясь необыкновенной памятью и замечательным красноречием, он, будучи 16-летним юношей, знал наизусть всех латинских классиков и в особенности любил Вергилия. В восемнадцатилетнем возрасте он окончил курс академии и поступил на службу в канцелярию Новгород-Северского наместника и вскоре был переведён в канцелярию малороссийского генерал-губернатора, фельдмаршала графа Румянцева-Задунайского. Ясинский очень скоро обратил на себя особенное внимание графа и был назначен его секретарём, с переименованием в военный чин подпоручика. Вскоре он стал уже генеральс-адъютантом у фельдмаршала и в этой должности был произведён в чин капитана. После смерти фельдмаршала Ясинский, хорошо знавший состояние дел покойного, стал главным действующим лицом при разделе наследства его сыновьями  — Михаилом, Сергеем и Николаем. Его труд был высоко оценён братьями и с общего согласия было решено подарить Ясинскому деревню в 300 душ крестьян — Разлёты, рядом с родным селом Ясницкого. Кроме этого, граф Сергей Петрович Румянцев сначала устроил его в Петербурге директором банка, затем предложил ему жениться на одной из его побочных дочерей. По убеждению графа Ясинский оставил службу (в чине надворного советника) и в течение 20 лет управлял огромными графскими имениями. За это время умерла его жена, оставив четверых детей.
В 1820-х годах дворянство Черниговской губернии единодушно избрало его, против его желания, на должность подкоморого (межевого судьи) Кролевецкого уезда, а затем на должность генерального судьи (председателя уголовной палаты) — с титулом превосходительства, но без всякого жалованья, и он переехал на жительство в Чернигов. Прослужив по выборам дворянства два трёхлетия, Ясинский получил чин коллежского советника и орден Св. Владимира 4-й степени.
В 1826 году граф А. Г. Кушелев-Безбородко лично пригласил Ясинского занять должность директора Нежинской гимназии высших наук и в октябре 1827 года Ясинский прибыл в Нежин. В 1835 году он вышел в отставку. Его имение Разлёты было продано за долги с публичного торга, и неизвестно, чем бы он стал жить, если бы граф Сергей Петрович Румянцев не завещал ему производить из своих имений пенсию, по пяти тысяч рублей ассигнациями ежегодно, по день его смерти. На этой пенсии он и дожил свой век, поселившись в Нежине. Незадолго до своей смерти он заболел редкой болезнью, которая называется fames canina, и умер 2 (14) февраля 1840 года.